# Rockport (Texas)
Rockport ist eine Stadt mit dem Status „City“ und Verwaltungssitz (County Seat) des Aransas County im US-Bundesstaat Texas. Das U.S. Census Bureau hat bei der Volkszählung 2020 eine Einwohnerzahl von 10.070 ermittelt.

## Geographie
Die Stadt liegt direkt an der Aransas Bay, die durch die vorgelagerte San José Island vom Golf von Mexiko getrennt ist. Rockport befindet sich etwa 50 Kilometer nordöstlich von Corpus Christi und 200 Kilometer südöstlich von San Antonio. Der Texas State Highway 35 verläuft mitten durch Rockport.

## Geschichte
Rockport wurde am 29. Mai 1871 gegründet und zum Verwaltungssitz des Aransas County bestimmt. Der Name der Hafenstadt (port) wurde wegen der Felsvorsprünge (rock ledge) am Ufer gewählt. Der Ort war zunächst für seine Schlachthöfe und Hafenanlagen bekannt. Schiffbau, Vieh- und Fischereiwirtschaft waren die Hauptlebensgrundlage der Einwohner. Nachdem im Jahr 1886 eine Eisenbahnlinie den Ort erreichte, blühte auch der Tourismus auf. In den 1940er Jahren war die Verarbeitung von Garnelen (shrimps) ein weiterer wichtiger Wirtschaftszweig.
Aufgrund des milden Klimas und der idyllischen Lage entwickelte sich Rockport zunehmend zum Altersruhesitz wohlhabender Amerikaner, wodurch die Einwohnerzahl stark anstieg. Der Ort bezeichnet sich auch als The Texas Riviera.
Am 26. und 27. August 2017 wurde Rockport vom Hurrikan Harvey schwer getroffen.

## Historische Gebäude und Sehenswürdigkeiten
Das Hoopes-Smith House sowie das T. H. Mathis House sind in der Liste der Einträge im National Register of Historic Places im Aransas County aufgeführt. Nördlich von Rockport befindet sich im Goose Island State Park der Standort einer Virginia-Eiche (Quercus virginiana), deren Alter mit mehr als tausend Jahren angegeben wird.

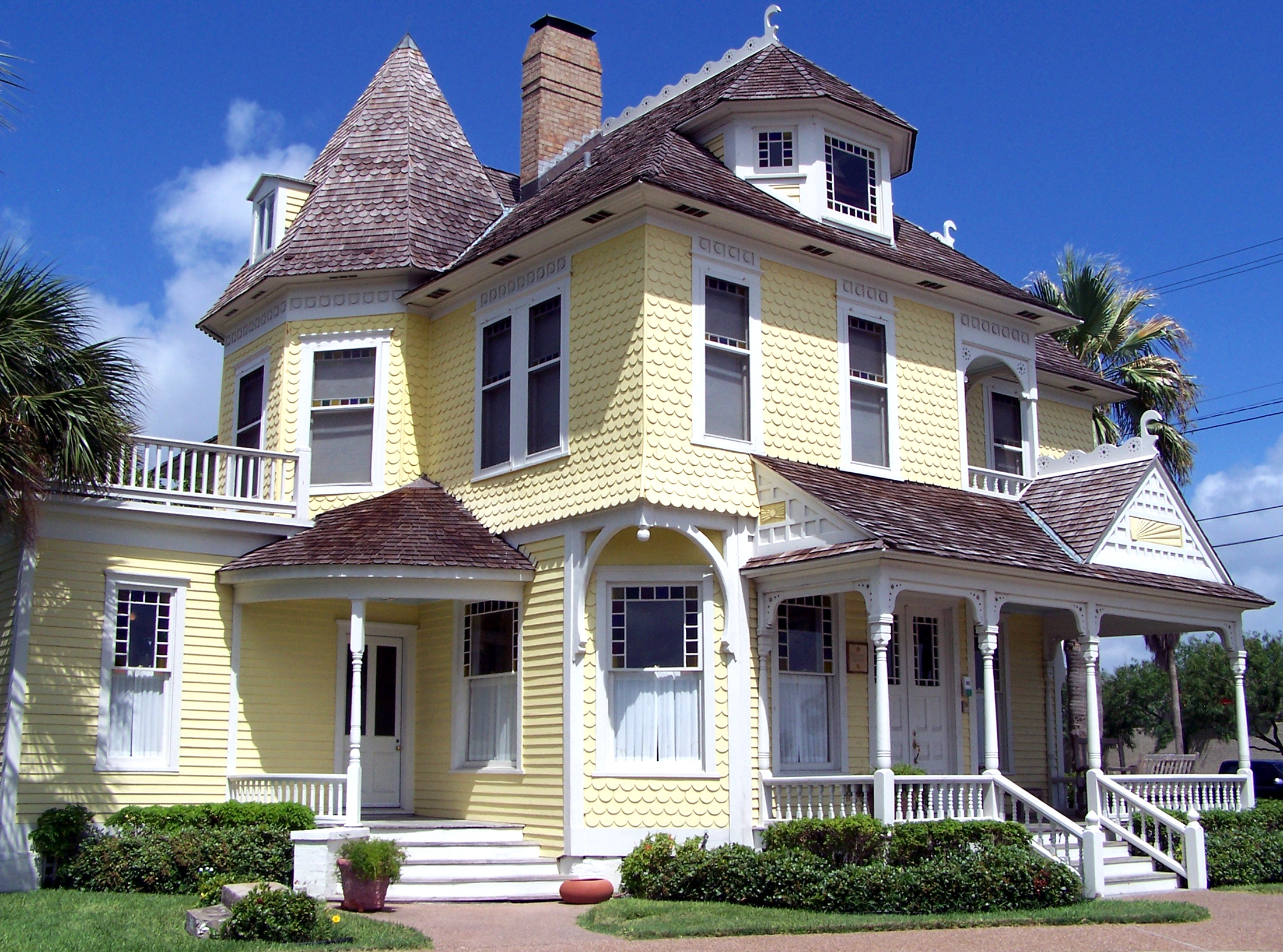
Hoopes-Smith House
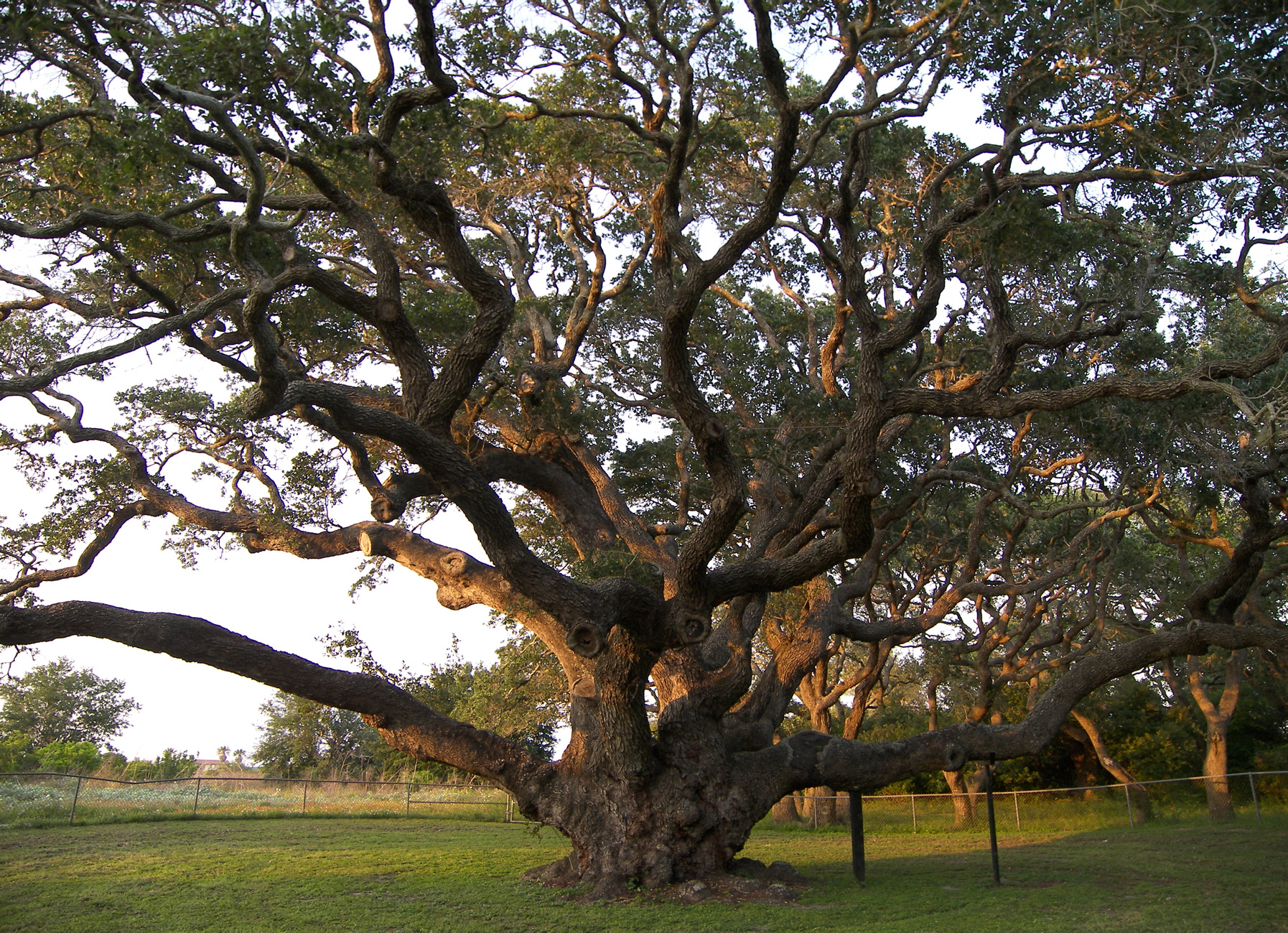
Tausendjährige Eiche

## Demografische Daten
Im Jahr 2013 wurde eine Einwohnerzahl von 10.036 Personen ermittelt. Dies entspricht einer Bevölkerungszunahme um 35,9 % gegenüber dem Jahr 2000 und ist auf den Zuzug vieler Senioren zurückzuführen. Das Durchschnittsalter lag 2013 mit 50,6 Jahren demzufolge auch wesentlich oberhalb des Wertes von Texas, der 30,8 Jahre betrug.

## Söhne und Töchter der Stadt
- Ernie Caceres (1911–1971), Jazz-Saxophonist